# Малая Ольшанка (Львовская область)
Ма́лая Ольша́нка (укр. Мала Вільшанка) — село в Красненской поселковой общине Золочевского района Львовской области Украины.
Население по переписи 2016 года составляло 406 человека. Занимает площадь 1,497 км². Почтовый индекс — 80730. Телефонный код — 3265.